# John E. Mack
Giáo sư John Edward Mack M.D. (4 tháng 10 năm 1929 – 27 tháng 9 năm 2004) là một nhà tâm thần học, nhà văn, và giáo sư người Mỹ và là trưởng khoa tâm thần học tại Trường Y khoa Harvard. Năm 1976, Mack đã giành Giải Pulitzer cho cuốn sách A Prince of Our Disorder viết về T.E. Lawrence. Là trưởng khoa tâm thần học tại Trường Y khoa Harvard, chuyên môn lâm sàng của Mack là về tâm lý học trẻ em, tâm lý học vị thành niên và tâm lý học tôn giáo. Ông cũng được biết đến như một nhà nghiên cứu hàng đầu về tâm lý tự tử và nghiện ma túy ở tuổi vị thành niên, và sau đó ông trở thành nhà nghiên cứu tâm lý học về trải nghiệm hiện tượng người ngoài hành tinh bắt cóc.

## Thiếu thời, học vấn và nghĩa vụ quân sự
Mack chào đời ở Thành phố New York, trong một gia đình học thức người Đức gốc Do Thái. Cha của ông, nhà sử học Edward Clarence Mack (1904-1973), là giáo sư tại CUNY, trong khi mẹ ông là Eleanor Liebmann Mack (1905-1930) chết lúc John còn là một đứa trẻ sơ sinh. Sau khi mẹ ông qua đời, cha ông đã tái hôn với nhà kinh tế Ruth P. Mack, qua đó ông có một người em gái cùng cha khác mẹ, Mary Lee Ingbar, người tiên phong phân tích máy tính đã trở thành giáo sư tại Đại học Dartmouth và Trường Y khoa Viện Đại học Massachusetts. Lớn lên, cha ông hay đọc Kinh Thánh cho John và Mary như một tác phẩm văn hóa hoặc văn học. Mack tốt nghiệp Trường Horace Mann-Lincoln năm 1947 và Phi Beta Kappa từ Oberlin năm 1951, và nhận bằng tiến sĩ y khoa cum laude (khá) từ Trường Y khoa Harvard năm 1955. Mack về sau tới thực tập tại Bệnh viện Đa khoa Massachusetts và được đào tạo thành nhà tâm thần học tại Trung tâm Sức khỏe Tâm thần Massachusetts.
Năm 1959, Mack gia nhập Không quân Mỹ, làm lính cứu thương tại Nhật Bản và được thăng hàm đại úy. Năm 1961, ông trở về từ nghĩa vụ quân sự tại Nhật Bản, tiếp tục tại Trung tâm Sức khỏe Tâm thần Massachusetts và Hội và Viện Phân tâm học Boston nhận chứng nhận về phân tâm học và tâm lý trị liệu trẻ em và người lớn. Từ năm 1964, Mack trở lại Trường Y khoa Harvard, trở thành giáo sư chính thức tại Harvard vào năm 1972. Năm 1977, ông trở thành Trưởng khoa Tâm thần tại Trường Y khoa Harvard cho đến khi qua đời năm 2004.
Mack đã xuất bản hơn 150 bài báo khoa học và mười một cuốn sách trong sự nghiệp của mình. Là trưởng khoa tại Trường Y khoa Harvard, ông làm việc chủ yếu trong lĩnh vực tâm lý trẻ em và thanh thiếu niên. Ông đã làm việc để điều trị bệnh nhân tự tử, và công bố nghiên cứu về chứng nghiện heroin. Chủ đề chính trong công việc cả đời ông tại Harvard là khám phá cách nhận thức của một người về thế giới ảnh hưởng đến các mối quan hệ của một người. Ông đã đề cập đến vấn đề "thế giới quan" này ở cấp độ cá nhân trong những khám phá lâm sàng đầu tiên về giấc mơ, ác mộng và vấn nạn tự tử của thanh thiếu niên, và trong quyển A Prince of Our Disorder, his nghiên cứu tiểu sử về cuộc đời của viên sĩ quan người Anh T. E. Lawrence, mà ông đã nhận được Giải Pulitzer về Tiểu sử năm 1977.

## Hoạt động xã hội trong Chiến tranh Lạnh
Trong những năm 1980, Mack đã phỏng vấn nhiều nhân vật chính trị quốc tế như một phần trong nghiên cứu của ông về nguyên nhân sâu xa của Chiến tranh Lạnh, bao gồm cựu Tổng thống Mỹ Jimmy Carter và "cha đẻ của bom hydro", Edward Teller. Mack, cùng với những danh nhân như Carl Sagan và các Bác sĩ chịu Trách nhiệm Xã hội khác (chi nhánh Mỹ của tổ chức Bác sĩ Quốc tế Phòng chống Chiến tranh Hạt nhân) đã thúc đẩy việc loại bỏ vũ khí hạt nhân và chấm dứt cuộc xung đột sôi sục giữa Hoa Kỳ và Liên Xô. Được khuyến khích bởi tổ chức nhận Giải Nobel Hòa bình năm 1985, Mack, Sagan, và 700 viện sĩ khác đã đi bộ trong khuôn viên của Vùng thử nghiệm Nevada vào mùa hè năm 1986, lập kỷ lục bất tuân dân sự cho cơ sở thử nghiệm vũ khí hạt nhân này.

## Tâm lý của hiện tượng người ngoài hành tinh bắt cóc
Mack có phần thận trọng nhiều hơn trong các cuộc điều tra và giải thích về hiện tượng bắt cóc so với các nhà nghiên cứu trước đó. Giáo sư văn học Terry Matheson viết rằng "Về sự cân bằng, Mack hiện tại là một sự giải thích công bằng như đã gặp phải, ít nhất là khi những câu chuyện bắt cóc này diễn ra." Trong một cuộc phỏng vấn năm 1994, Jeffrey Mishlove nói rằng Mack dường như "có xu hướng lấy các báo cáo [bắt cóc] này theo giá trị ngoài mặt". Mack trả lời bằng cách nói "Giá trị ngoài mặt tôi sẽ không nói. Tôi nghiêm túc với họ. Tôi không có cách nào để giải thích cho họ hiểu." Tương tự, BBC dẫn lời Mack nói, "Tôi không bao giờ nói, vâng, có người ngoài hành tinh bắt người. [Nhưng] Tôi nói rằng có một hiện tượng mạnh mẽ hấp dẫn ở đây mà tôi không thể giải thích theo bất kỳ cách nào khác, đó là bí ẩn. Tuy nhiên tôi không thể biết đó là gì nhưng dường như với tôi rằng nó mời gọi một cuộc điều tra sâu xa hơn nữa."

## Cuộc điều tra của Harvard về các vụ "người ngoài hành tinh bắt cóc"
—Stephen Geller, 2004
Tháng 5 năm 1994, Hiệu trưởng Trường Y khoa Harvard, Daniel C. Tosteson, đã chỉ định một ủy ban đồng nghiệp để tự tin xem xét chăm sóc lâm sàng của Mack và điều tra lâm sàng về những người đã chia sẻ cuộc gặp gỡ với người ngoài hành tinh của họ với anh ta (một số trường hợp của họ được viết trong cuốn sách của Mack năm 1994 nhan đề Abduction). Angela Hind đã viết, "Đây là lần đầu tiên trong lịch sử của Harvard, một giáo sư có nhiệm kỳ phải chịu một cuộc điều tra như vậy."
Chủ tịch ủy ban là Arnold "Budd" Relman, M.D., một Giáo sư Y khoa và Y học Xã hội tại Trường Y khoa Harvard, từng là biên tập viên của Tạp chí y học The New England Journal of Medicine. Theo Daniel P. Sheehan, một trong những luật sư của Mack, báo cáo dự thảo của ủy ban cho rằng "Để giao tiếp, bằng bất cứ cách nào, với một người đã kể lại cuộc 'tiếp xúc cự ly gần' với một dạng sống ngoài hành tinh mà trải nghiệm này có thể là có thật ... là vô trách nhiệm về mặt chuyên môn."
Sau khi tiết lộ công khai về sự tồn tại của ủy ban (vô tình tiết lộ trong quá trình trưng cầu nhân chứng cho sự bảo vệ của Mack, mười tháng trong quá trình này), các câu hỏi đã được đặt ra từ cộng đồng học thuật (bao gồm cả Giáo sư Luật của Đại học Harvard Alan Dershowitz) về tính hợp lệ của cuộc điều tra một giáo sư có biên chế không bị nghi ngờ vi phạm đạo đức hoặc hành vi sai trái về mặt nghề nghiệp. Kết thúc cuộc điều tra kéo dài mười bốn tháng, Harvard sau đó đã đưa ra một tuyên bố rằng Hiệu trưởng đã "tái khẳng định quyền tự do học thuật của Tiến sĩ Mack để nghiên cứu những gì ông muốn và nêu ý kiến của mình mà không bị cản trở," kết luận "Tiến sĩ Mack vẫn là một thành viên có thiện chí Khoa Y Harvard." (Mack đã bị kiểm duyệt trong báo cáo của ủy ban vì những gì họ cho là sai sót về phương pháp, nhưng Hiệu trưởng Tosteson không có hành động nào dựa trên đánh giá của ủy ban.) Ông đã nhận được sự giúp đỡ pháp lý từ Roderick MacLeish và Daniel Sheehan (về vụ Hồ sơ Lầu Năm Góc), và sự hỗ trợ của Laurance Rockefeller, người cũng đã tài trợ cho tổ chức phi lợi nhuận của Mack trong bốn năm liên tiếp với mức 250.000 đô la mỗi năm.

## Cái chết
Vào thứ Hai, ngày 27 tháng 9 năm 2004 khi đang ở Luân Đôn để thuyết trình tại một hội nghị do Hội T. E. Lawrence tài trợ, Mack đã bị một tài xế say rượu đi về phía tây trên Hẻm Totteridge đâm trúng. Ông đang đi bộ về nhà một mình, sau một bữa ăn tối với bạn bè, khi ông bị tông xe vào lúc 11:25 tối gần ngã ba Hẻm Totteridge và Longland Drive. Anh ta bất tỉnh tại hiện trường vụ tai nạn và được cho là đã chết ngay sau đó. Tài xế Raymond Czechowski, một người quản lý CNTT, đã bị bắt tại hiện trường, và sau đó nhận tội vì lái xe bất cẩn trong khi chịu ảnh hưởng của rượu. Gia đình Mack yêu cầu khoan hồng cho nghi phạm Czechowski trong một lá thư gửi Tòa án Đại hình Wood Green. "Mặc dù đây là một sự kiện bi thảm đối với gia đình chúng tôi," bức thư viết, "chúng tôi cảm thấy hành vi của [bị cáo] không độc hại cũng không cố ý và chúng tôi không có ý xấu gì với anh ta kể từ khi chúng tôi biết về các tình huống va chạm." Tài xế Ray Czechowski đã phải chịu án phạt 6 tháng tù giam và tước giấy phép lái xe trong 3 năm.

## Tác phẩm
Ông đã viết những cuốn sách sau đây:
- Passport to the Cosmos: Human Transformation and Alien Encounters (1999)
- Abduction: Human Encounters with Aliens (1994)
- A Prince of Our Disorder: The Life of T.E. Lawrence (1976)
- Nightmares and Human Conflict (1970)

Cộng tác:
- The Alchemy of Survival: One Woman's Journey (1988)
- Vivienne: The Life and Suicide of an Adolescent School Girl (1977)

Ông là biên tập viên hoặc đồng biên tập của:
- Mind Before Matter: Vision of a New Science of Consciousness (2007; kế tục bởi Paul Devereux)
- Alien Discussions: Proceedings of the Abduction Study Conference Held at M.I.T. Cambridge, MA (1995)
- Human Feelings: Explorations in Affect Development and Meaning (1993)
- Development and Sustenance of Self-Esteem in Childhood (1984)
- Borderline States in Psychiatry - Seminars in Psychiatry (1975)

Chưa xuất bản:
- When Worldviews Collide: A Paradigmatic Passion Play, một bản thảo về cuộc điều tra của Harvard, phần lớn đã hoàn thành vào lúc ông qua đời và đang trong quá trình phát triển như một phim điện ảnh.[17]
- Elisabeth and Mark Before and After Death: The Power of a Field of Love,[15] được mô tả trong tạp chí Vanity Fair như một bản thảo chưa xuất bản viết về Tiến sĩ Elisabeth Targ, trên thực tế chỉ tồn tại như một bản phác thảo và bản sao lại hàng giờ phỏng vấn.

Ông cũng đã viết lời tựa cho quyển Paths Beyond Ego: The Transpersonal Vision (1993), lời giới thiệu về The PK Man: A True Story of Mind Over Matter (2000) của Jeffrey Mishlove và Secret Life (1992) của David M. Jacobs, và ông đã đóng góp các chương cho một số cuốn sách bao gồm The Long Darkness: Psychological and Moral Perspectives on Nuclear Winter (1986), The Psychology of Terrorism Vol. 1: A Public Understanding (2002) và The Psychospiritual Clinician's Handbook (2005).

## Ảnh hưởng văn hóa
- Ông được họa sĩ vẽ truyện tranh Roz Chast minh họa trong một bộ truyện tranh màu liên hoàn dài bốn trang, Aliens, Ahoy!, được xuất bản trên tạp chí DoubleTake của Viện Đại học Duke, số ra mùa Đông năm 1999.[18]
- He xuất hiện như một nhân vật trong tập thơ của William Baer, The Unfortunates (1997).[18]
- Ông đã được phỏng vấn cho bộ phim tài liệu về Đạt-lai Lạt-ma, Dalai Lama Renaissance,[19] nơi ông nói về cuộc trò chuyện của mình với Đạt-lai Lạt-ma về người ngoài hành tinh,[20] nhưng cuộc phỏng vấn không được đưa vào bản chỉnh sửa cuối cùng của bộ phim.